# Kubangkarang
Kubangkarang is een bestuurslaag in het regentschap Cirebon van de provincie West-Java, Indonesië. Kubangkarang telt 3225 inwoners (volkstelling 2010).